# Lagleygeolle
 Lagleygeolle  là một xã thuộc tỉnh Corrèze trong vùng Nouvelle-Aquitaine miền trung Pháp.